# Hemilophus unicolor
Hemilophus unicolor là một loài bọ cánh cứng trong họ Cerambycidae.